# Тёмная качурка
Тёмная качурка (лат. Hydrobates tristrami) — вид птиц из семейства качурок. Видовое название дано в честь английского путешественника и орнитолога Генри Блейкера Тристрама (1822—1906).
Трубконосая птица, обитающая на Гавайских островах и на острове Понафидина архипелага Идзу.
Длина тела — 24—25 см, размах крыльев 56 см. Один из самых редких видов качурок, общая численность не более 8 тысяч пар. Гнездится на океанических островах, питается планктоном.